# Ружбово
Ружбово — деревня в Череповецком районе Вологодской области.
Входит в состав Абакановского сельского поселения, с точки зрения административно-территориального деления — в Абакановский сельсовет.
Расстояние по автодороге до районного центра Череповца — 52 км, до центра муниципального образования Абаканово — 9 км. Ближайшие населённые пункты — Сумино, Ждановская, Покров.
По переписи 2002 года население — 4 человека.
В деревне Ружбово родился Михаил Петрович Жуков — лётчик Великой Отечественной войны, Герой Советского Союза.